# Міністерство освіти Ізраїлю
Міністерство освіти Ізраїлю (івр. מִשְׂרָד הַחִנּוּךְ, Місрад га-хінух) — урядова установа держави Ізраїль, яка відповідає за нагляд за державними освітніми установами в Ізраїлі. Департамент очолює міністр освіти, який входить до кабінету міністрів. Раніше міністерство освіти включало культуру і спорт, але зараз це охоплює Міністерство культури і спорту. Першим міністром освіти Ізраїлю був Залман Шазар, пізніше президент держави Ізраїль.